# White Settlement (Stany Zjednoczone)
White Settlement – miasto w Stanach Zjednoczonych, w stanie Teksas, w hrabstwie Tarrant, na przedmieściach Fort Worth.

## Demografia
Według przeprowadzonego przez United States Census Bureau spisu powszechnego w 2010 roku miasto liczyło 16 116 mieszkańców. Natomiast skład etniczny w mieście wyglądał następująco: Biali 80,3%, Afroamerykanie 4,7%, Azjaci 1,6%, pozostali 13,4%.